# Medalla Conmemorativa del 40.º Aniversario de la Victoria en la Gran Guerra Patria de 1941-1945
La Medalla Conmemorativa del 40.º Aniversario de la Victoria en la Gran Guerra Patria de 1941-1945 (en ruso: Юбилейная медаль «40 лет Победы в Великой Отечественной войне 1941—1945 гг») es una medalla conmemorativa de la Unión de Repúblicas Socialistas Soviéticas establecida por decreto del 12 de abril de 1985 del Presidium del Sóviet Supremo de la Unión Soviética para conmemorar el cuadragésimo aniversario de la victoria soviética sobre la Alemania nazi en la Segunda Guerra Mundial.
Esta medalla fue otorgada no solo a ciudadanos de la URSS, sino también a extranjeros.

## Reglamento
La Medalla se otorgaba aː
- Todo el personal civil y militar que participaron en los combates en los frentes de la Gran Guerra Patria en las filas de las Fuerzas Armadas de la URSS, partisanos y miembros de organizaciones clandestinas que operaron durante la Gran Guerra Patria en los territorios temporalmente ocupados de la URSS, así como otras personas galardonadas con las medallasː Medalla por la victoria sobre Alemania en la Gran Guerra Patriótica 1941-1945, Medalla por la victoria sobre Japón.
- Trabajadores u otro personal no combatiente, galardonados con la Medalla por el trabajo valiente en la Gran Guerra Patria 1941-1945.[1]

Las personas mencionadas en el primer párrafo reciben una medalla con la inscripción en el reverso «AL PARTICIPANTE EN LA GUERRA», y las personas mencionadas en el segundo párrafo - con la inscripción «AL PARTICIPANTE EN EL FRENTE LABORAL». También se concedía al personal civil y militar que recibieron las siguientes medallasː
- Por la Defensa de Leningrado
- Por la Defensa de Moscú
- Por la Defensa de Odesa
- Por la Defensa de Sebastopol
- Por la Defensa de Stalingrado
- Por la Defensa del Cáucaso
- Por la Defensa de Kiev
- Por la Defensa del Ártico soviético.

La medalla se otorgaba en nombre del Presídium del Sóviet Supremo de la URSS por comandantes de unidades militares, formaciones, jefes de agencias, instituciones; por las comisarías militares republicanas, territoriales, regionales, distritales o municipales, el Consejo Supremo de la Unión y las repúblicas autónomas, los comités ejecutivos de los soviets regionales, provinciales, provinciales, distritales y municipales.
La medalla se lleva en el lado izquierdo del pecho y, en presencia de otras órdenes y medallas de la URSS, se coloca inmediatamente después de la Medalla Conmemorativa del 30.º Aniversario de la Victoria en la Gran Guerra Patria de 1941-1945. Si se usa junto con otras órdenes y medallas de la Federación Rusa, estas últimas tienen prioridad.

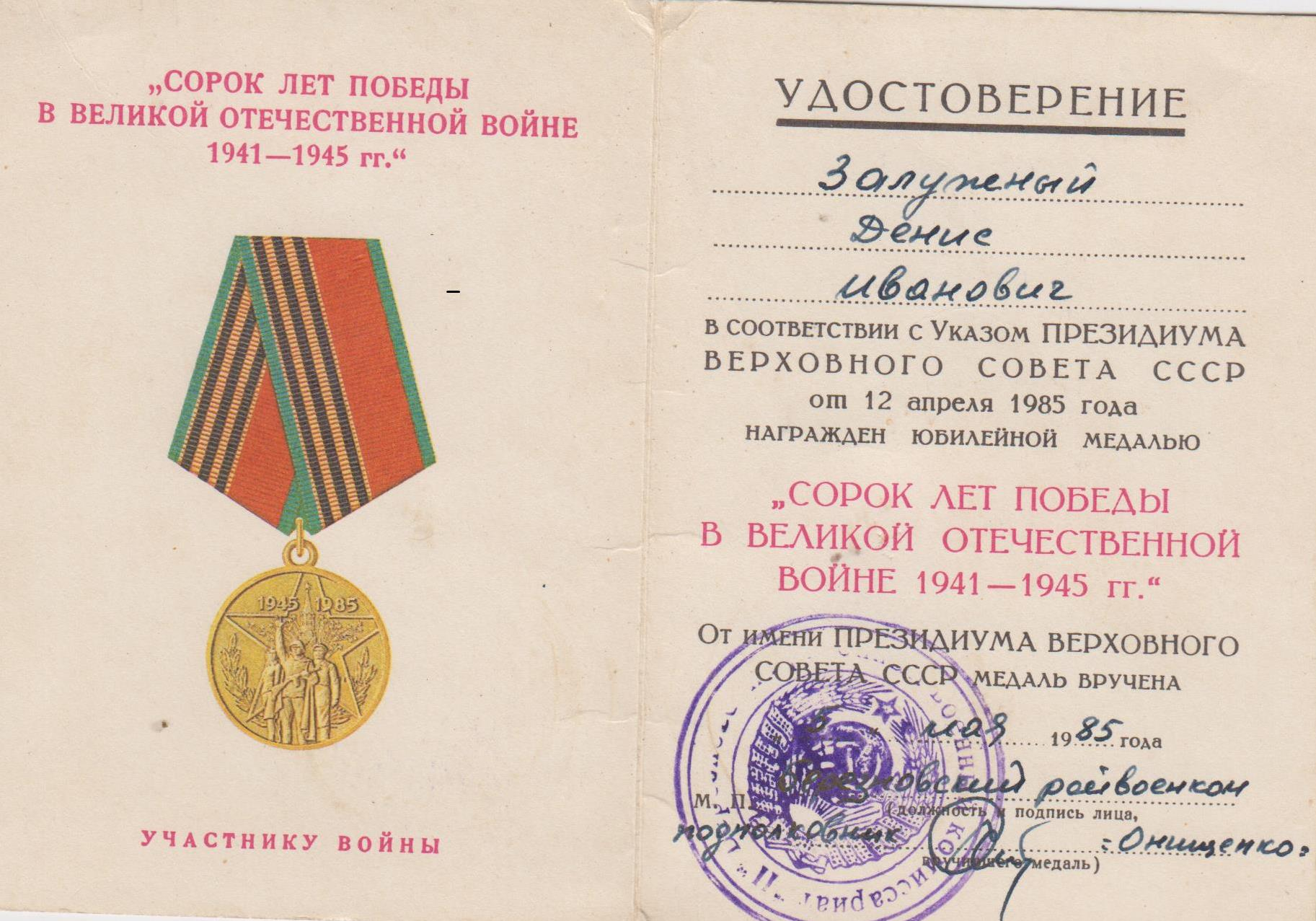
Certificado de concesión de la medalla

Cada medalla venía con un certificado de premio, este certificado se presentaba en forma de un pequeño folleto de cartón de 8 cm por 11 cm con el nombre del premio, los datos del destinatario y un sello oficial y una firma en el interior.
Los autores del dibujo de la medalla son los artistas A. G. Miroshnichenko y V. A. Ermakov.

## Descripción

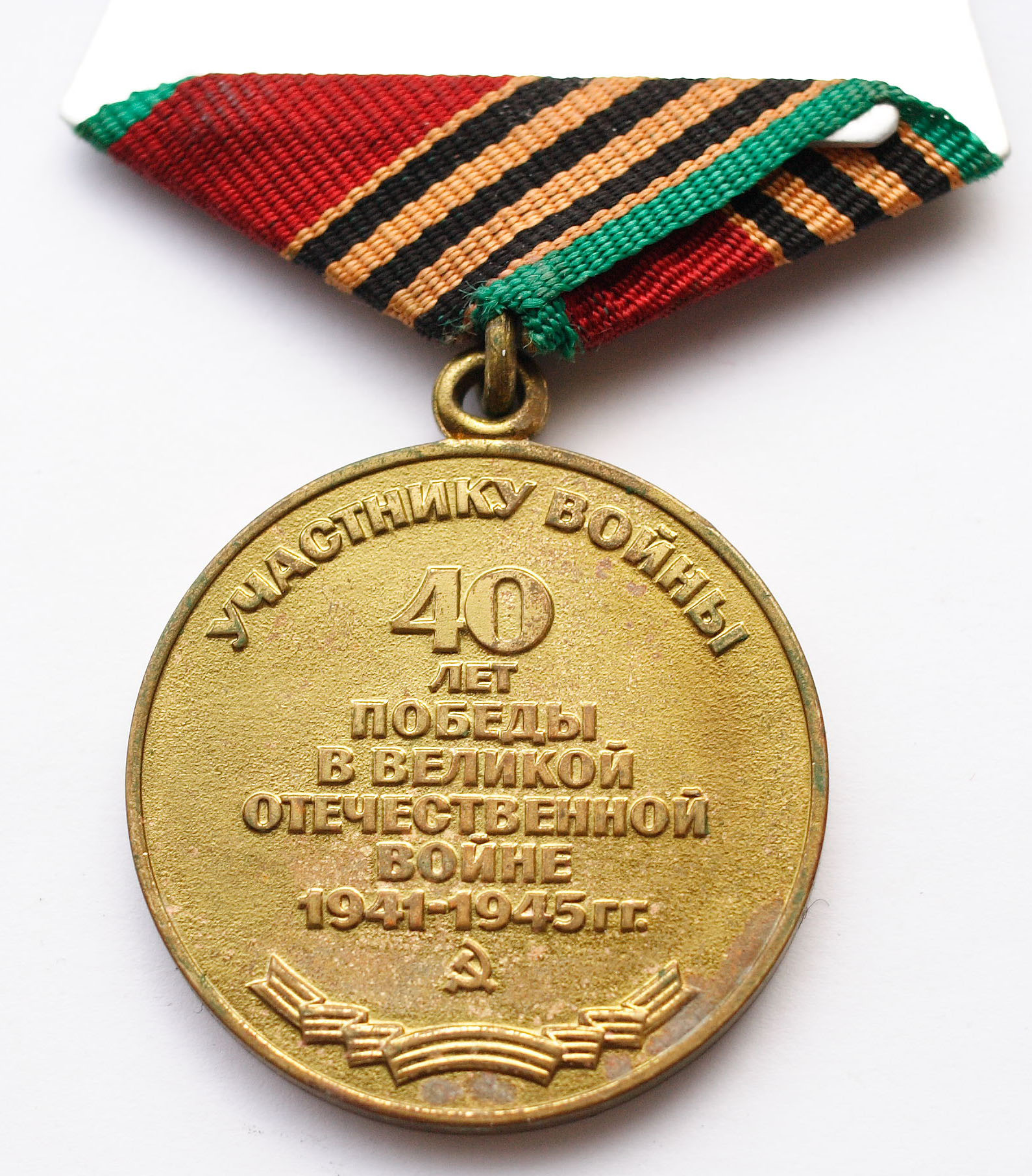
Reverso de la medalla

La Medalla Conmemorativa del 40.º Aniversario de la Victoria en la Gran Guerra Patria de 1941-1945 es una medalla circular de bronce de 32 mm de diámetro con un borde elevado.
En el anverso en el fondo, fuegos artificiales a ambos lados de la Torre Spasskaya del Kremlin dentro del contorno en relieve de una gran estrella de cinco puntas colocada ligeramente fuera del centro a la derecha; las puntas inferiores de la estrella superpuestas sobre la imagen en relieve de las ramas de laurel a lo largo de la circunferencia inferior de la medalla subiendo hasta la mitad por ambos lados; en el centro inferior subiendo tres cuartas partes del camino, la imagen en relieve de un soldado sosteniendo una ametralladora, su brazo derecho en el aire, a su derecha, una trabajadora y a su izquierda, una granjera colectiva. En la parte superior, a ambos lados de la torre superpuesta sobre el contorno de la estrella, el relieve destacado de "1945" y "1985".
En el reverso a lo largo de la circunferencia superior de la medalla, la inscripción en relieve «PARTICIPANTE EN LA GUERRA» (en ruso: «УЧАСТНИКУ ВОЙНЫ») o «PARTICIPANTE EN EL FRENTE LABORAL» («УЧАСТНИКУ ТРУДОВОГО ФРОНТА»), en el centro, la inscripción en relieve líneas «40 años de victoria en la Gran Guerra Patriótica de 1941-1945» («40 лет Победы в Великой Отечественной войне 1941-1945 гг»). En la parte inferior, la imagen en relieve de la hoz y el martillo sobre una cinta de San Jorge. 
En las medallas acuñadas en honor a ciudadanos extranjeros, se omitieron las inscripciones inversas «PARTICIPANTE EN LA GUERRA» o «PARTICIPANTE EN EL FRENTE LABORAL».
La medalla está conectada con un ojal y un anillo a un bloque pentagonal cubierto con una cinta de muaré de seda de 24 mm de ancho con tres franjas negras estrechas longitudinales que se alternan con cuatro franjas naranjas estrechas y una franja roja de 10 mm de ancho. Los bordes de la cinta están bordeados con estrechas franjas verdes. Así, la mitad izquierda de la cinta repite en miniatura el dibujo de la cinta de la Orden de la Gloria.